# Монако, Елизавета
Елизавета Монако (25 июня 1996) — российская футболистка, выступавшая на всех позициях в поле.

## Биография
Воспитанница спортивной школы «Олимпиец» Красноармейского района Краснодарского края, тренеры — Андрей Анатольевич Богатырёв, Ю. А. Худой. В 2011 году в составе команды «Нива» (Чебургольская) стала победительницей краевого турнира среди девушек и была признана лучшей защитницей в своей возрастной категории.
С 2012 года выступала за молодёжную команду краснодарской «Кубаночки», включалась в заявку как полузащитник и нападающий. Признавалась лучшим нападающим на международном турнире «Дружба» (2013), лучшим игроком «Кубаночки-М» на одном из этапов первенства России среди дублёров.
За основной состав краснодарского клуба сыграла 2 неполных матча в высшем дивизионе в сезоне 2015 года. Дебютный матч провела 4 сентября 2015 года против «Зоркого», заменив на 81-й минуте испанку Марию Руис. По окончании сезона-2015 прекратила выступления на профессиональном уровне.